# A Juventus FC története
Ez a szócikk a Juventus FC nevű futballcsapat történetéről szól.

## A kezdeti évek

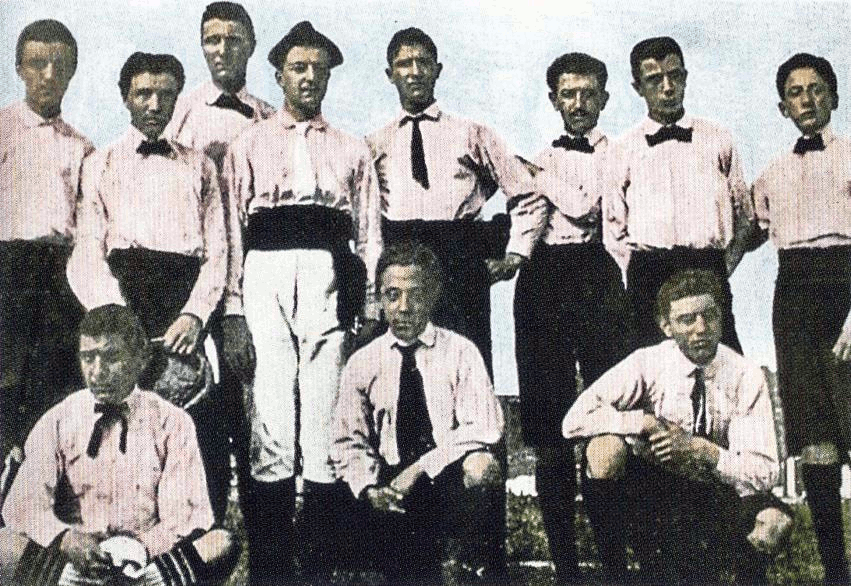
A legelső csapat 1898-ból.

A klubot egy fiatalokból álló csoport, a Massimo D'Azeglio Lyceum gimnázium 14-17 éves tanulói alapították Torinóban. 1897. november 1-jén született meg az ötlet egy futballklub alapításáról a Corso Re Umberto parkban.
A történtekről kevés feljegyzés született, mivel akkor még a labdarúgásnak nem volt nagy hírneve. Az alapító tagok közül Enrico Canfari írt egy dokumentációt a klub születéséről 1914-ben. A fiatalok három csapatnév közül választottak: Società Via Fori, Società Sportiva Massimo D' Azeglio és Sport Club Juventus. Végül az utóbbi lett a klub hivatalos neve. A 13 alapító:
|  | - Gioacchino Armano - Alfredo Armano - Enrico Canfari - Eugenio Canfari |  | - Francesco Daprà - Domenico Donna - Carlo Ferrero |  | - Luigi Forlano - Luigi Gibezzi - Umberto Malvano |  | - Enrico Piero Molinatti - Umberto Savoia - Vittorio Varetti |

A csapat első elnöke Eugenio Canfari (Enrico testvére) lett. Legelőször a Piazza D'Armiban játszottak Croettában, Torinóban. 1899-ben megváltoztatták a nevüket a máig használatos Football Club Juventus-ra. Kezdetben az együttes mezszíne rózsaszín volt.

## Belépés az olasz bajnokságba
A klub az 1900-as évben jutott be az olasz bajnokságba. Első mérkőzésüket 1900. május 11-én játszották a város másik csapatával az FBC Torinesevel. A mérkőzést végül 1–0-ra a Torinese nyerte meg. A következő évben már a Ginnastica Torino 5–0-s legyőzésével közel kerültek a bajnoki címhez, ám az elődöntőben 3–2-re alulmaradtak a Milan Crickettel szemben.

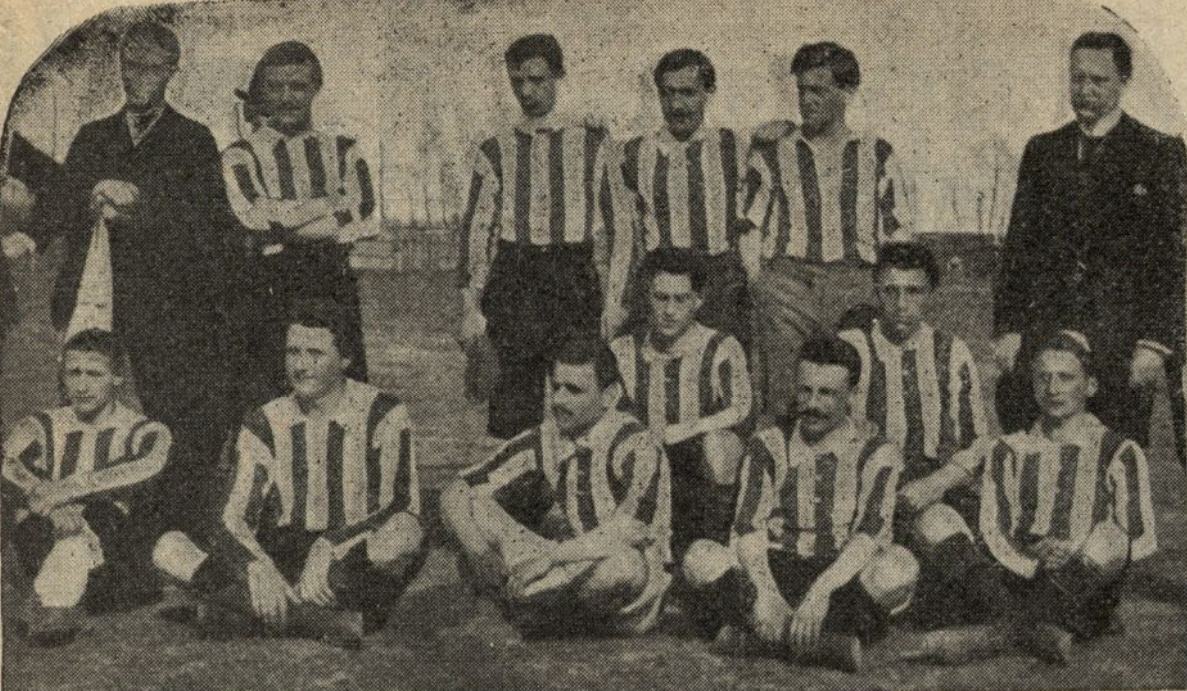
Az 1903-as Juve.

A csapat ma is használatos fekete-fehér mezét 1903-ban "szerezte", mikoris John Savage egyik barátja aki Nottinghamben dolgozott a Notts County csapatánál egy félreértést követően fekete-fehér mezeket szállíttatott le Torinóba. Ebben az időkben az egyesület a Velodromo Umberto I-ban játszotta hazai mérkőzéseit. Ezt követően 1903-ban és 1904-ben is ezüstérmesek lettek a bajnokságban, majd 1905-ben már az első bajnoki cím kerülhetett a vitrinbe.
A Juve ekkor kezdett megerősödni, ám hirtelen Alfredo Dick (az elnök) valamint több meghatározó játékos elhagyta a klubot, hogy megalapítsák a Torino FC-t. A két csapat ezt követően együttesen bérelte a Velodromot. Kettejük első derbijét 1907. január 13-án játszották és azóta is nagy a rivalizálás köztük. A találkozót Derby della Molenak nevezik (Mole-i derbi), amely Torino egyik nevezetességéről, a Mole Antonellianaról (A Film múzeuma) kapta a nevét.
Az első világháborúig a bajnokságban más csapatok domináltak a piemonti térségből (Pro Vercelli, Casale). A háború után Corradino Corradini elnöksége alatt a csapat ismét megerősödött és több játékost is behívtak az olasz válogatottba. E csapat egyik kiemelkedő játékosa volt Giampiero Combi kapus.

## Az Agnelli-éra
Edoardo Agnelli, az Agnelli család, valamint a Fiat vállalat tulajdonosai vették át a klub irányítását 1923-ban. Felépítettek egy új privát stadion Villar Perosában (Torinótól délnyugatra). Ezt követően a klub 1926-ban ismét bajnok lett, a döntőben 12–1-es győzelmet aratva az SS Alba-Audace Roma felett.

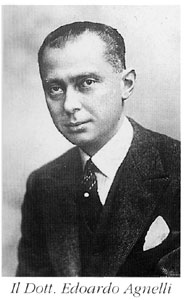
Edoardo Agnelli a Juventus 14. elnöke

1930 és 1935 között az együttes 5 bajnoki címet nyert meg zsinórban, ami mindmáig olasz rekord. A sikersorozat edzője Carlo Carcano volt, a csapatban pedig olyan játékosok szerepeltek, mint Raimundo Orsi, Luigi Bertolini, Giovanni Ferrari vagy Luis Monti. A klub eljutott a Mitropa kupa elődöntőjébe is ahol a csehszlovák Slavia Prága ellenében maradt alul.
1933-ban az egyesület elköltözött egy új stadionba, a Stadio Benito Mussolinibe melyet az akkori olasz miniszterelnökről Benito Mussoliniről neveztek el. A létesítmény befogadóképessége közel 65.000 volt és eredetileg az 1934-es labdarúgó-világbajnokságra készítettek. Edoardo Agnelli 1935. július 14-én meghalt és ezt követően több kulcsjátékos is elhagyta a klubot.
A siker váratott magára, ám csak az 1938-as bajnoki ezüstéremnek "örülhettek" a szurkolók. A második világháború idején sem jöttek az elsőségek. Ekkor a klub tiszteletbeli elnöke Gianni Agnelli(en) lett. Ezalatt 1950-ben és 1952-ben újabb két bajnoki címet szerzett a csapat, az utóbbi sikerben nagy szerepet játszott az angol Jesse Carver edző személye. 1957-ben két jelentős labdarúgó John Charles valamint Omar Sivori érkezett a klubhoz. Velük és a csapat egyik legendás játékosával Giampiero Bonipertivel a Juve többször is bajnoki címet ünnepelhetett, ráadásul az 1960-as szezonban a klub duplázni tudott mivel az olasz kupát is megnyerték. 1958-ban az együttes először vett részt a bajnokcsapatok Európa-kupájában, mivel '58-as olasz elsőségével kivívta a kupaindulás jogát. A csapat 10. bajnoki címénél a szövetség egy arany csillagot (Stella d'Oro al Merito Sportivo) ítélt oda a klubnak, melyet a következő szezonban már viselhettek a mezükön. 1961-ben újabb elismerés, az aranylabda is a csapaton belülre került, méghozzá Omar Sivori által.
Boniperti 1961-es visszavonulásával egy 182 gólos korszakot is lezárt, mely sokáig klubrekordnak számított. 1967-ben a csapat ismét megnyerte a Scudettot. A klub akkori edzője Heriberto Herrera volt. Irányítása alatt volt játékos a Juventusnál Sandro Salvadore.

## Az európai sikerek
Az 1970-es években a klub meghatározó szerepet játszott a bajnokságban. Az edzői posztot ekkor a cseh Čestmír Vycpálek töltötte be, aki korábban játszott is az együttesben (valamint a Palermoban). A csapatban ekkor több híres játékos is szerepelt, köztük Gaetano Scirea, Roberto Bettega, Fabio Capello, Franco Causio és a brazil José Altafini aki jelenleg is a Serie A 3. legeredményesebb gólszerzője.
A csapat segítette a játékosok iskolai tanulmányainak befejezését, valamint sok játékos aktív pályafutása után a Fiatnál dolgozhatott (vagy hozzá kapcsolódó vállalatnál).
Bár a Juve Olaszország legeredményesebb csapatává nőtte ki magát az európai kupaporondon nem jöttek a sikerek. Egészen 1977-ig, amikor ugyanis az együttes megnyerte az
UEFA-kupát Tardelli és (a visszavágón) Bettega góljával végül 2–2-es összesítésben idegenben lőtt góllal az Athletic Club ellen. A klub edzője ekkor a később visszatérő Giovanni Trapattoni volt.
Trapattoni edzősége alatt a Juve több bajnoki címet is megnyert valamint a második aranycsillagot is felvarrhatta a mezére elérve 20. elsőségüket. Ez mindmáig olasz rekordnak számít. Paolo Rossi a csapat egyik kiemelkedő egyénisége, aki győzelemre vezette az válogatottat az 1982-es VB-n megnyerte az aranylabdát, amely így már 2. alkalommal került zebramezeshez. Szintén ebben az évben igazolt a csapathoz Michel Platini a francia Saint-Étiennetől. Ő volt Johan Cruyff után a második labdarúgó, aki háromszor nyerte el a díjat és a mai napig az első, aki három egymást követő évben.
1985-ben a csapat felért európa csúcsára a BEK megnyerésével. Az 1–0-s győzelmet a Liverpool felett beárnyékolta a Heysel-tragédia, melyben 39 (nagyrészt olasz szurkoló) vesztette életét. Ezt nevezték az UEFA legsötétebb órájának.
A siker nem tartott sokáig, a következő bajnoki címre ugyanis 1995-ig kellett várni. A közel 10 éves periódusan a Maradonát soraiban tudó Napoli, AC Milan valamint az Internazionale volt inkább a meghatározó együttes.
1990-ben a csapat új stadionba a Stadio delle Alpiba költözött. A létesítmény szolgált helyül többek között az 1990-es VB elődöntőjének.

## A Lippi-éra
Marcello Lippi 1994-ben vette át az edzőséget a klubnál. A sikerre nem kellett sokat várni, 1995-ben a csapat megnyerte a bajnokságot. Ekkor került a klubhoz egy kiváló védő Ciro Ferrara, akit Lippi a Napolitól "hozott magával". Az egyesület tagja volt ekkor a kiváló támadó Roberto Baggio, Gianluca Vialli és a Juve későbbi újabb nagy ikonja Alessandro Del Piero.

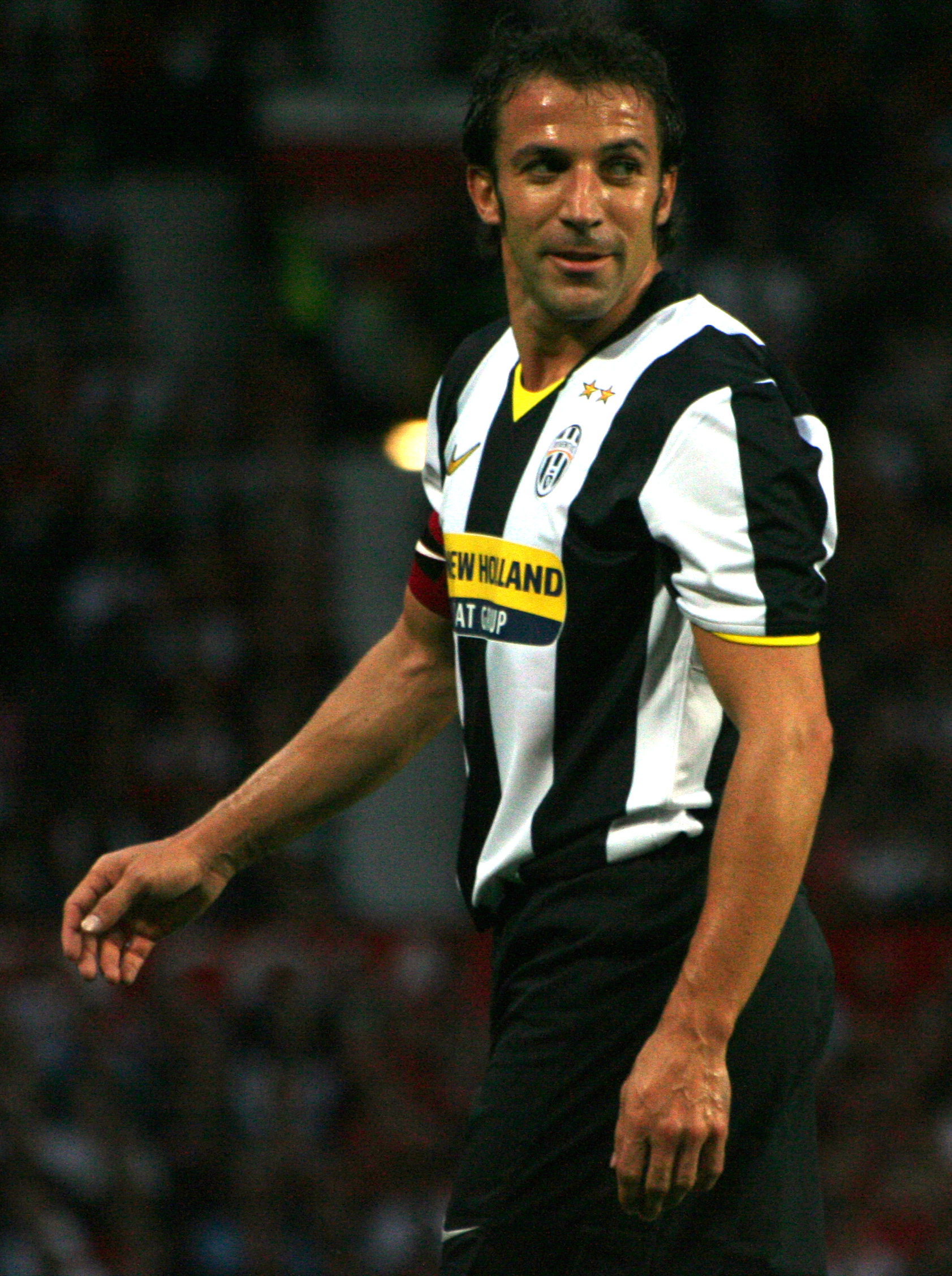
A csapat legeredményesebb gólszerzője Alessandro Del Piero

1996-ban a csapat a bajnokságban csak 2. helyen végezett, a BL-ben viszont ismét sikert ért el a klub. Az Ajax elleni döntőben Ravanelli góljára Jari Litmanen válaszolni tudott, ám a büntetőpárbajban végül 4–2-re legyőzték a hollandokat.
Ez időszak alatt a klubban sok neves játékos szerepelt, többek között Christian Vieri, Zinédine Zidane, Filippo Inzaghi és Edgar Davids. A második BL-győzelmet követően '97-ben és '98-ban is döntőig jutott a csapat ám mindkétszer alulmaradtak; előbbit a Dortmund utóbbit a Real Madrid ellen bukták el.
A csapatot ekkor vád érte, miszerint az orvosok 1995 és 1998 között illegális doppingszereket adtak a játékosoknak, ám 2 per után a bíróság úgy döntött, hogy nem találta bűnösnek a csapatot. A WADA semmilyen betiltott szert nem talált a tesztek során.
Lippi 1999-ben átigazolt az Interhez, de egy év után újra visszatért a Juvéhoz és olyan játékosokat csábított a klubhoz mint Gianluigi Buffon, David Trézéguet, Marcelo Salas, Pavel Nedvěd vagy Lilian Thuram. A csapat 2002-ben és 2003-ban ismét bajnok lett, ám a 2003-as BL döntőjében ismét nem tudtak diadalmaskodni, mivel a rivális AC Milan ellen a büntetőpárbajban alulmaradtak. A következő évben Lippi távozott és átvette az olasz válogatott edzői posztját, amivel 2006-ban VB-t nyert.

## A "Calciopoli" botrány
2004-ben Fabio Capello vette át az irányítást és a rákövetkező 2 évben bajnoki címig vezette a Juventust. 2006 májusában azonban 3 klubbal egyetemben (AC Milan, Fiorentina , Lazio) belekeveredtek egy botrányba. A fő vádlott az együttes vezérigazgatója Luciano Moggi volt, akit azzal vádoltak, hogy mérkőzéseket fizetett le. A játékosokat nem vádolták meg. Moggi a tanács 2 másik tagjával május 13-án lemondott. A kialakult kritikus helyzetben a csapat egyik játékosa Gianluca Pessotto öngyilkossági kísérletet követett el, mivel leugrott a klub székházának emeletéről.
A történtek után Capello a Real Madridhoz távozott. Stefano Palazzi a FIGC elnöke kijelentette, hogy a 4 érintett sorolják le a Serie B-be és a Juventustól vegyék el az utóbbi 2 bajnoki címüket. Végül csak az Öreg Hölgyet sorolták egy osztállyal visszább a többi csapatot pénzbüntetéssel és pontlevonással sújtották. Első fokon a következő idényt 30 pontos hátránnyal kezdte volna a csapat, ezt később 17-re végül 9-re csökkentették. A csapatból távozott jó néhány kiemelkedő labdarúgó, többek közt az aranylabdás Fabio Cannavaro valamint Lilian Thuram, Gianluca Zambrotta, Patrick Vieira és Zlatan Ibrahimović. Utóbbi két játékos a rivális Interhhez szerződött. Ám sokan hűségesek maradtak a klubhoz, így Gianluigi Buffon, Alessandro Del Piero, Pavel Nedvěd, Mauro Camoranesi és David Trézéguet is.
A csapat többször is fellebbezett az üggyel kapcsolatban ám a pontlevonáson kívül máson nem enyhített a bíróság. A két elvett bajnoki cím az Interhaz került valamint a Messina mely elvileg kiesett volna, bent maradhatott az első osztályban.

## Visszatérés az élvonalba
A következő idényben a csapat a másodosztályban 9 pontos hátrányból kezdte a szezont. A vezetőedző a korábbi játékos Didier Deschamps lett. 2006 decemberében meghalt a klub 2 ifjúsági játékosa Alessio Ferramosca és Riccardo Neri. A bajnokságot 6 pont előnnyel nyerték meg így visszakerültek az első osztályba.
A szezon végén a Deschampsot menesztették az új edző Claudio Ranieri lett. Edzősége alatt a csapat 3. helyen végzett az Inter és az AS Roma mögött ezzel 2 év után a BL-be is ismét bejutott a csapat. Ranieri csapata a következő idényben viszonylag jól szerepelt a bajnokságban, de a Bajnokok Ligájából a nyolcaddöntők során kiestek a Chelsea FC ellen 3-2-es összesítéssel. A szezon hajrájában a gyengülő eredmények miatt Ranierit elbocsátották; a helyére az egykori legendás védő, Ciro Ferrara
érkezett, akinek a vezetésével megelőzték az AC Milant, és a 2. helyen végeztek, 10 ponttal lemaradva a bajnok FC Internazionale mögött.

## Szenvedés és a harmadik csillag
A 2008-09-es szezon végén a legendás középpályás, Pavel Nedved visszavonult az aktív játéktól, ami posztjának megüresedését idézte elő. Ferrara a Juventus által már korábban is figyelt játékossal, a többek között a Real Madriddal is hírbe hozott Diegoval kívánta pótolni a Nedved távozásával keletkező űrt, ami a szezon kezdetén kiválóan működött is. A Ferrara által kitalált rendszer működött, és senki nem gondolta volna, hogy problémák adódhatnak. A BL-ben, ha nem is szárnyaltak, de úgy nézett ki, hogy csoportjukban másodikok lesznek. De látszottak már a válságjelek: Diego formája visszaesett, és rajta kívül nem volt alternatívája Ferrarának a karmesteri posztra. A fordulópont egy héten belül zajlott le: a Juventus a hétvégi, Internazionale elleni rangadót hazai pályán 2-1-re megnyerte, majd következett a Bayern München elleni hazai BL-találkozó, a csoportkör utolsó mérkőzése. A két csapat az odavágón, az Allianz Arenában 0-0-s döntetlent játszott, és mivel a Bayern ponthátrányban volt, csak a győzelemmel juthattak tovább a (meglepetésre) csoportelső Girondins Bordeaux mögött. Ráadásul a müncheni alakulat a csapat elvárásaihoz képest pocsék őszt tudhatott maga mögött, tehát a Juventus abszolút esélyesként lépett pályára, és már a 2. percben vezetést is szereztek, David Trézéguet góljával. De a Byern talpra állt, kiegyenlített, majd idegenben lefocizta ellenfelét, és a 4-1-es győzelmével továbbjutott a Juventus ellenében, akik az Európa-Ligában az Ajaxot kapták ellenfélnek. Ferrera rendszere viszont összeomlott; a Juventus sorra érték a megalázó pofonok, és olyan mély válságba került a csapat, hogy Ferrarát 2010. január 29-én kirúgták.
Utódja Alberto Zaccheroni lett, aki a Milannal az év edzője lett 1999-ben, de az egykori Torino-edző kinevezése felháborodást szült egyes ultráknál. Zaccheroninak eredményeivel sem sikerült feledtetnie múltját, a Juventus továbbra is szenvedett; az Európa-Ligában ugyan kiejtették az Ajaxot, de a Fulham ellen a hazai pályán szerzett 3-1-es előny is kevésnek bizonyult a Gera Zoltán, Bobby Zamora és Clint Dempsey fémjelezte londoni alakulat ellen: idegenben 4-1-es vereséget szenvedtek a későbbi döntőstől; Dempsey duplázott. A szezont a megalázó 7. helyen zárta a csapat, Zaccheroni nyáron lejáró szerződését pedig természetesen nem hosszabbították meg. Utódja a Sampdoriát 4. helyre kormányzó Luigi Delneri lett.
A 2010-11-es szezont megelőző mercato során Diego visszament Németországba, a VFL Wolfsburg csapatához, viszont megszerezték az Olaszország számára tragikusan sikerült világbajnokság legjobb olasz játékosait, mint Simone Pepét és Fabio Quagliarellát, valamint a kreatív szélsőt, Miloš Krasićot. Az évek óta kirobbanthatatlan kapus, Buffon sérüléssel küszködött, ezért érkezett a Milantól az ott brillírozó Marco Storari, és a jobbhátvéd posztjára Marco Motta, Bari fantasztikusan teljesítő Ranocchia-Bonucci belső védő párosából az utóbbi játékos is a Juventusba igazolt.
A szándék egyértelmű: újjáépíteni Olaszország egyik legsikeresebb klubját és feledtetni az előző szezon borzalmas produkcióját. Ennek ellenére hasonlóan alakult a szezon, mint az azt megelőző: viszonylag gyenge rajt után folyamatosan zárkóztak fel, a 16. fordulóban már a második helyen álltak, Quagliarella és Krasić repítették előre a Juventust. De itt is bekövetkezett a töréspont: a klubot példátlan sérüléshullám érte el, ami a kulcsember Quagliarellát is "magával ragadta", Krasić formája pedig, akárcsak egy évvel korábban Diegoé, visszaesett a túlterheléstől. Az idény őszi felét ismét a hetedik helyen zárták, ahonnan már csak ideig-óráig léptek el. Pedig ezúttal a klub jól reagált a sérüléshullámra: leigazolták a Cagliari gólzsákját, Allessandro Matrit, a fejjel szinte verhetetlen, de a Bayernben Mario Gomez miatt mellőzött Luca Tonit, és a leszállóágban lévő, de az év igazolásának bizonyuló védőt, Andrea Barzaglit. Mindhiába: a Juventus zsinórban másodszor is hetedik lett, ráadásul ezúttal nem kvalifikálták magukat egyetlen nemzetközi kupába sem, ami óriási érvágás volt a költségvetésnek is.
Delnerit a szezon végén menesztették a gyenge produkció miatt, majd sok szurkoló aggódni kezdett, hiszen ismét a klub egyik régi játékosát, Antonio Contét nevezték ki edzőnek. Az aggodalom már csak azért is jogosnak tűnt, mivel Conténak alig volt tapasztalata az első osztályban: a 2009-10-es szezonban az Atalanta edzője volt szeptember végétől január elejéig, de nem tudott segíteni a szezon végén végül kieső csapaton, ezért lemondott. Igazolási politikája is visszatetszést okozott: a szurkolók által már nagyon várt balhátvédet, Reto Zieglert 2 hónap után továbbküldte Törökországba, viszont leigazolta az évek óta csak önmagát keresgélő Andrea Pirlót, és a hiányolt világklasszis támadó is helyett "csak" Mirko Vučinićet szerződtették. Továbbá érkezett a hamburgi cselgép, Eljero Elia, a svájci jobbhátvéd, Stephan Lichtsteiner, a Copa Américán jól teljesítő paraguayi, Marcelo Estigarribia, Michele Pazienza, a Napoli középpályása és végül, de nem utolsósorban a Bayern elől elhappolt box-to-box középpályás, a chilei Arturo Vidal. A klub végleg leigazolt az előző szezonban kölcsönben itt szereplő 4 játékost, Mottát, Pepét, Matrit és Quagliarellát. A cél – a realitásokat is figyelembe véve – a BL-helyezés kivívása és az új csapat alapjainak felépítése lett.
2021 áprilisában a Juventus egyike volt azon 12 klubnak, amely megegyezett az Európai Szuperliga megalapításában.